# Aidophus coheni
Aidophus coheni är en skalbaggsart som beskrevs av Zdzisława Stebnicka och Paul E.Skelley 2005. Aidophus coheni ingår i släktet Aidophus och familjen Aphodiidae. Inga underarter finns listade i Catalogue of Life.